# تابیاوئا
تابیاوئا (به لاتین: Tabiauea) یک منطقهٔ مسکونی در کیریباتی است که در مایانا واقع شده‌است. تابیاوئا ۱۴۷ نفر جمعیت دارد.